# A Fülöp-szigeteki Köztársaság elnökeinek listája
| #  | Elnök | Elnök                            | Terminus           | Terminus            | Párt                                 | Alelnök                               |
| #  | Elnök | Elnök                            | Kezdete            | Vége                | Párt                                 | Alelnök                               |
| -- | ----- | -------------------------------- | ------------------ | ------------------- | ------------------------------------ | ------------------------------------- |
| 1  |       | Emilio Aguinaldo (1869–1964)     | 1899. január 23.   | 1901. március 23.   | Független                            | Mariano Trias                         |
| 2  |       | Manuel L. Quezon (1878–1944)     | 1935. november 15. | 1944. augusztus 1.  | Nacionalista Párt                    | Sergio Osmeña                         |
| 3  |       | José P. Laurel (1891–1959)       | 1943. október 14.  | 1945. augusztus 17. |                                      | Nincs                                 |
| 4  |       | Sergio Osmeña (1878–1961)        | 1944. augusztus 1. | 1946. május 28.     | Nacionalista Párt                    | Nincs                                 |
| 5  |       | Manuel Roxas (1892–1948)         | 1946. május 28.    | 1948. április 15.   | Liberális Párt                       | Elpidio Quirino                       |
| 6  |       | Elpidio Quirino (1890–1956)      | 1948. április 15.  | 1953. december 30.  | Liberális Párt                       | Fernando Lopez                        |
| 7  |       | Ramon Magsaysay (1907–1957)      | 1953. december 30. | 1957. március 17.   | Nacionalista Párt                    | Carlos P. Garcia                      |
| 8  |       | Carlos P. Garcia (1896–1971)     | 1957. március 18.  | 1961. december 30.  | Nacionalista Párt                    | Diosdado Macapagal                    |
| 9  |       | Diosdado Macapagal (1910–1997)   | 1961. december 30. | 1965. december 30.  | Liberális Párt                       | Emmanuel Pelaez                       |
| 10 |       | Ferdinand Marcos (1917–1989)     | 1965. december 30. | 1986. február 25.   | Egyesült Nacionalisták               | Fernando Lopez Arturo Tolentino       |
| 11 |       | Corazón Aquino (1933–2009)       | 1986. február 25.  | 1992. június 30.    | Nacionalista Demokraták              | Salvador Laurel                       |
| 12 |       | Fidel V. Ramos (1928–2022)       | 1992. június 30.   | 1998. június 30.    | Lakas                                | Joseph Estrada                        |
| 13 |       | Joseph Estrada (1937– )          | 1998. június 30.   | 2001. január 20.    | Hazafias Párt                        | Gloria Macapagal-Arroyo               |
| 14 |       | Gloria Macapagal-Arroyo (1947– ) | 2001. január 20.   | 2010. június 30.    | Lakas-Keresztény-Muzulmán Demokraták | Teofisto Guingona, Jr. Noli de Castro |
| 15 |       | Benigno S. Aquino III (1960– )   | 2010. június 30.   | 2016. június 30.    | Liberális Párt                       | Jejomar Binay                         |
| 16 |       | Rodrigo Duterte (1945– )         | 2016. június 30.   | 2022. június 30.    | Filippínó Demokrata Párt – Népi Erő  | Leni Robredo                          |
| 17 |       | Bongbong Marcos (1957– )         | 2022. június 30.   |                     | Fülöp-szigeteki Szövetségi Párt      | Sara Duterte                          |